# Bir Zeit
Bir Zeit o Birzeit (àrab: بيرزيت, Bīrzayt) és un municipi palestí en la governació de Ramal·lah i al-Bireh al centre de Cisjordània, situat al nord de Ramal·lah. Segons l'Oficina Central d'Estadístiques de Palestina (PCBS), tenia 5.796 habitants en 2016. És la seu de la Universitat de Birzeit.

## Història
S'hi ha trobat ceràmica de l'edat de ferro, hel·lenística, romana, romana d'Orient i mameluc
A l'oest de la vila, al Khirbat Bir Zait, s'hi ha trobat ceràmica datada des de la primera Edat de Ferro fins a la primera època otomana. Hi ha també les restes d'un edifici datat d'època croada. Guérin va assenyalar per primera vegada les restes d'un edifici de 50 passes a cada costat. Va pensar que podria ser de l'època romana d'Orient, o posterior.

### Època otomana
El poble va ser incorporat a l'Imperi Otomà en 1517 amb tota Palestina i el 1596 va aparèixer als registres tributaris sota el nom de Bir Zayt, com a part de la nàhiya de Jabal Quds al liwà d'al-Quds, amb una població de 26 llars. Els habitants del poble pagaven impostos sobre el blat, l'ordi, els arbres, les vinyes, els arbres fruiters i les cabres i els ruscs.
L'explorador francès Victor Guérin va visitar la vila en juliol de 1863. Va trobar que tenia 1.800 habitants, dels quals 140 eren catòlics llatins, els altres eren «grecs cismàtics»i musulmans. La parròquia catòlica era administrat per un jove missioner francès, el pare Joly. Els jardins eren ben cultivats, i el sòl era naturalment fèrtil. Abundava en vinyes, figues i peres. També va assenyalar algunes belles nogueres.
Socin, citant una llista oficial de viles otomanes, compilada vers 1870, assenyalà que Bir Zet tenia 73 cases i una població masculina de 250. D'aquests, 75 homes en 20 cases eren musulmans i 175 homes en 53 cases eren cristians "llatins".
En 1882 el Survey of Western Palestine del Fons per a l'Exploració de Palestina descrivia Bir Zeit com «un poble cristià de grandària moderada, que conté una Església grega i una Església llatina, amb un pou al nord i oliveres al voltant.» El sostre de rajoles vermelles de l'Església llatina a la part superior de la cresta era una característica visible al paisatge.
En 1896 la població de Bir ez-zet era estimada en uns 786 cristians and 192 Muslims.
En 1906 un missioner britànic de la Church Missionary Society va escriure sobre un brot del còlera a Birzeit trenta anys abans que s'iniciés quan la mare d'un jove que va morir de còlera a Nablus va rentar la seva roba a la font del poble. La malaltia es va estendre ràpidament i en una setmana va matar 30 persones d'una població de 200-300. L'epidèmia va acabar quan un ancià del poble va ordenar que tota la població acampés a les seves vinyes. Es van quedar tres homes per enterrar els morts i no hi havia més víctimes. L'autor va considerar que l'incident era notable, "ja que no hi havia una mà europea d'entre els primers i els últims, i mostra el que els fellahin són capaços d'obtenir una guia indiscutida i sòlida."

### Època del Mandat Britànic
En el cens de Palestina de 1922, organitzat per les autoritats del Mandat Britànic Bair Zait, tenia 896; 119 musulmans i 777 cristians; 399 Orthodox, 253 Roman Catholics and 125 Anglicans. En el cens de 1931 la vila tenia 251 cases i una població de 1233; 362 musulmans i 871 cristians.
En el cens de 1945, la població era de 1,560; 570 musulmans i 990 cristians, mentre que l'àrea total de terra era de 14,088 dúnams, segons una enquesta oficial de terra i població. D'aquests, 6,908 eren per a plantacions i regadius, 2,414 per a cereals, mentre 402 dúnams eren sòl edificat.

### Després de 1948
En la vespra de guerra araboisraeliana de 1948, i després dels acords d'armistici araboisraelians de 1949, Bir Zeit fou ocupada pel regne haixemita de Jordània. Després de la Guerra dels Sis Dies de 1967 va romandre sota l'ocupació israeliana. Tanmateix, a partir de setembre de 1995, la regió immediata, ara coneguda com a Àrea A, està sotmesa a administració conjunta israelo-palestina, amb administració civil totalment adscrita a l'Autoritat Nacional Palestina però on les violacions ocasionals en matèria de seguretat (a partir de 2002) han caigut en mans de les Forces de Defensa israelianes.

#### Edificis emblemàtics

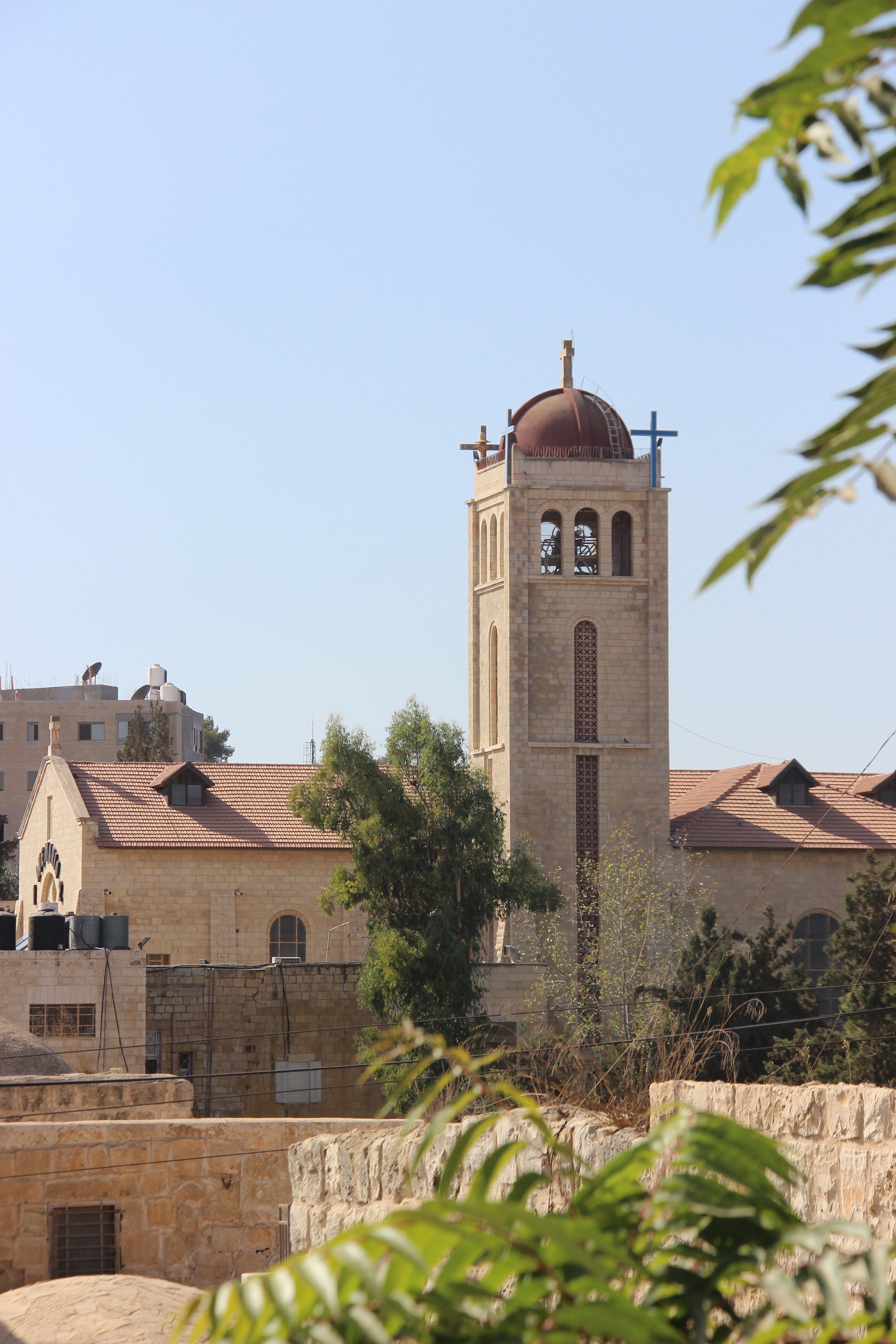
Nostra Senyora Reina de la Pau - Guadalupe

La ciutat té 200 edificis històrics, inclosos més de 100 a la part antiga de la ciutat, alguns que es remunten a l'època mameluc. La Universitat de Birzeit s'hi trobava anteriorment allí. Es van restaurar dotzenes d'edificis abandonats per la mudança a Ramal·lah de la universitat, revitalitzant el desenvolupament econòmic i social.
Hi ha tres esglésies cristianes a Birzeit. La més antiga és l'Església Ortodoxa de Sant Jordi; ara la comunitat ortodoxa està construint una altra gran església ortodoxa, i una escola ortodoxa cristiana que es considera la més gran de Cisjordània.
La segona església és "Nostra Senyora Reina de la Pau - Guadalupe" (catòlica romana), que també dirigeix un institut de batxillerat. La Tercera església és l'església anglicana-episcopaliana de Sant Pere.

#### Educació i cultura
El Festival Maftoul anual se celebra a Birzeit a l'octubre. Les dones de diferents pobles preparen plats cuscús i són jutjats per un jurat de cuiners professionals. L'objectiu del festival és destacar els aliments palestins tradicionals, potenciar les dones i promoure el turisme rural. Està organitzat per l'Associació Rozana per al Desenvolupament i el Patrimoni Arquitectònic, l'Escola de Circ Palestí, el Ministeri de Cultura Palestí, la Societat Caritativa de Dones Birzeit, l'Associació Palestina de Cuiners, la Casa del Patrimoni i el Club Birzeit.

## Notables residents
- Kamal Nasser
- Sumaya Farhat Naser